# 마오리문어
마오리문어(Macroctopus maorum) 혹은 뉴질랜드문어(New Zealand octopus)는 Pinnoctopus cordiformis와 같이 뉴질랜드와 남부 호주 주변의 바다에서 발견되는 문어이다.

## 같이 보기
- 문어과